# چانگهوا تلکام

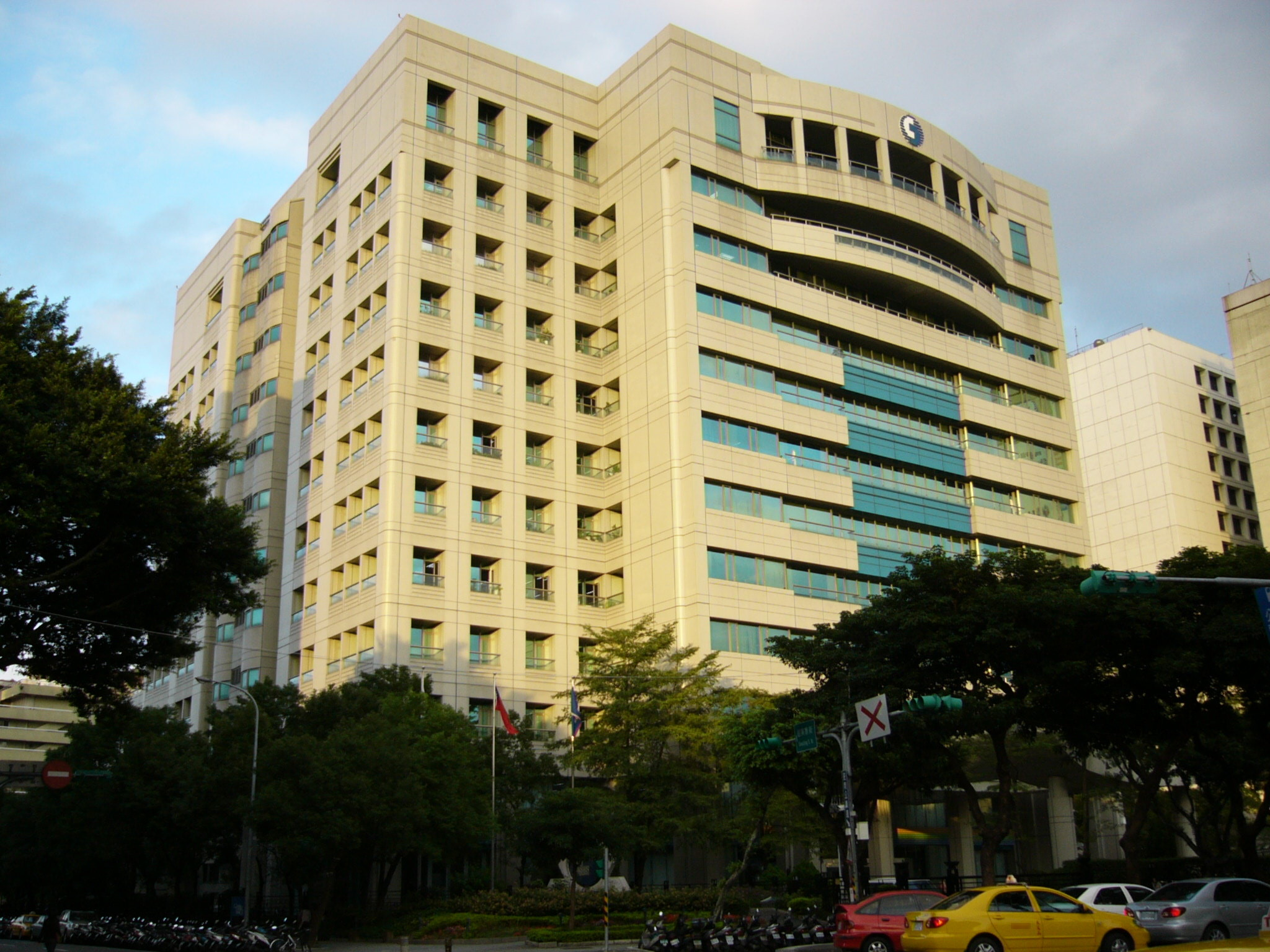
ساختمان مرکزی چانگهوا تلکام

چانگهوا تلکام (به چینی: 中華電信) شرکت مخابرات تایوانی است، که در زمینه ارائه خدمات تلفن همراه، خطوط تلفن ثابت و اینترنت فعالیت می‌نماید.
شرکت چانگهوا تلکام در سال ۱۹۹۶ تاسیس شد و در حال حاضر بزرگترین شرکت مخابراتی تایوان می‌باشد.
دفتر مرکزی این شرکت در شهر تایپه، تایوان قرار دارد و بخشی از سهام آن در بازارهای بورس نیویورک و بورس تایوان معامله می‌شود.